# 레이 커즈와일
레이먼드 "레이" 커즈와일(Raymond "Ray" Kurzweil, 1948년 2월 12일 ~ )은 미국의 작가, 컴퓨터 과학자, 발명가이자 미래학자이다. 미래주의 외에도 그는 광학 문자 인식 (OCR), TTS 합성, 음성 인식 기술, 전자 키보드 악기와 같은 분야들에도 참여하였다. 건강, 인공지능(AI), 트랜스휴머니즘, 기술적 특이점, 미래주의에 관한 책을 써오고 있다. 커즈와일은 미래주의자 및 트랜스휴머니스트 운동의 옹호자이며 공개 토론을 제공함으로써 수명 연장 기술, 그리고 나노 기술, 로봇공학, 생명공학기술의 미래에 대해 긍정적으로 바라보았다.
커즈와일은 최초의 전하결합소자 이미지 스캐너, 최초의 옴니 폰트 광학 문자 인식, 맹인을 위한 최초의 음성 합성 독서 기계, 최초의 상업용 TTS 합성기, 그랜드 피아노의 소리와 기타 오케스트라 악기를 시뮬레이트할 수 있는 커즈와일 K250 음악 합성기, 최초로 상용화된 대형 어휘 음성 인식의 주요 발명가이다. 1987년도에 버클리 음악 대학에서 명예 박사 학위를 수여받았다.

## 레이 커즈와일 경력
- 1974년 커즈와일 컴퓨터 프로덕트 사장
- 1982년 커즈와일 뮤직 시스템즈 설립
- 1995년 커즈와일 테크놀로지 회장
- 2005년 K-NFB리딩 테크놀로지 사장, 영창뮤직 전자악기연구소 소장, 영창뮤직 고문
- 2012년~현재 구글엔지니어링 이사[5]

## 레이 커즈와일 수상내역
- 2001년 레멜슨 MIT상
- 2012년 남쇼 올해의 공로상
- 2015년 제57회 그래미 어워드 테크니컬 그래미상

## 레이 커즈와일 개인 목표
레이 커즈와일의 목표는 그의 나이 97세까지 살아있는 것이다. 곧 2045년까지 건강을 유지하는 것이다. 2045년이 되면 분자 나노기술을 통해 인체의 장기와 조직 재생이 가능할 것이라고 예측했기 때문이다. 이에 따라 레이 커즈와일은 건강을 위해 많은 영양제를 섭취한다. 아침식사 전 복용하는 30알을 포함해 하루 100알 가량의 영양제를 섭취한다. 루테인, 글루타치온4, 코엔자임Q10, 포스파티딜콜린(Phosphatidylcholine), 비타민D, 침향등이다. 그가 영양제를 구입하는 데 쓰는 연간 비용은 자그마치 약 11억 원이다.

## 같이 보기
- 패러다임의 전환
- 모의 현실